# مهرستان
مِهرِستان (به بلوچی: مِئ گِس یا مِه گس یا مُگس) مرکز شهرستان مهرستان و یکی از شهرهای استان سیستان و بلوچستان ایران است.

## موقعیت جغرافیایی
مهرستان با ۴۲/۶۱ طول جغرافیائی و ۱۸/۲۷ عرض جغرافیائی در ۹۸ کیلومتری سراوان، ۶۰ کیلومتری سوران، ۱۲۰ کیلومتری ایرانشهر، ۱۲۰ کیلومتری سرباز و ۱۴۵ کیلومتری خاش قرار دارد و از طریق شهرستان سرباز به بندر چابهار ارتباط دارد.

## نام گذاری
شهرستان مهرستان تا قبل از سلسله پهلوی به «مئ گس»(mey-ges) یا «مه گاس» (سپس «مه گس»(mah-gas)) معروف بوده که به صورت مختصر «مَگس»(magas) در میان گفتار عام مردم مشهور می‌شود و به نوعی مختصر و کوتاه شده واژه اصلی بود. این واژه یک واژه کهن بلوچی می‌باشد که از دو جزء «مه» یا «مئ» به معنی ما یا بزرگ و «گس» به معنی شهر یا جا یا خانه تشکیل گردیده است و به صورت خانه ما یا شهر بزرگ معنی می‌دهد. امروزه در زبان بلوچی کلمهٔ مِئ یا مِه به معنای ما و گِس نیز معای خانه مورد استفاده قرار می‌گیرد.
در دوره پهلوی با منظور ایرانی کردن اسامی شهرها و به دلیل اینکه در دوره حکومت پهلوی در این منطقه استوار دومی بنام «زابلی زاده» کشته شده بود نام شهر از مئ گس یا مه گس به «زابلی» تغییر داده شد و در سال ۱۳۹۰ با تصویب هیئت وزرا نام شهر از زابلی به «مهرستان» تغییر یافت.

## فرهنگ و مردم‌شناسی
مردم شهرستان مهرستان بلوچ هستند و به زبان بلوچی سخن می‌گویند و پیرو مذهب سنی حنفی می‌باشند.

## جمعیت
بر پایه سرشماری عمومی نفوس و مسکن در سال ۱۳۹۵ جمعیت این مکان ۱۲٬۲۴۵ نفر (۲٬۹۶۹ خانوار) بوده است.

## میدان‌های مهم مهرستان
- میدان خلیج فارس (ورودی از ایرانشهر و سرباز)
- میدان نخلستان
- میدان دانش
- میدان کارگر
- میدان آزادی (ورودی از سراوان و سوران)
- میدان جوان
- میدان خلفای راشدین
- میدان شهدا

## محله‌های مهرستان
- -بهر آباد
- -میر آباد
- -جعفرآباد
- لولوک آباد
- -شاشکی
- -نوک آباد
- -کهن شهر
- -اسلام‌آباد
- -عباس‌آباد
- -محله فرهنگ (شهرک فرهنگیان)
- -محله نور آباد
- مسکن فرهنگ
- - نوکآباد بالا (محله سیٹان)

## المان‌ها و نمادهای شهر مهرستان
- _المان میدان آزادی/نصب در دوره پنجم شورای شهر.
- -المان میدان نخلستان/نصب در دوری پنجم شورای شهر.
- _المان میدان دانش/نصب در دوره چهارم شورای شهر.
- _المان میدان شهدا/ نصب در دوره چهارم شورای شهر.
- _المان میدان خلیج فارس /نصب در دوره چهارم شورای شهر.
- _المان سبد میوه/نصب در دوره سوم شورای شهر.